# The Old Man (série télévisée)
Pour l’article homonyme, voir The Old Man.
The Old Man est une série télévisée américaine de type thriller. Elle est basée sur le roman du même nom publié en 2017 par Thomas Perry. La série a été développée par Jonathan E. Steinberg et Robert Levine. Elle est diffusée sur FX depuis le 16 juin 2022.
En France, la série est disponible sur Disney+ depuis le 28 septembre 2022.

## Synopsis
Dan Chase, ancien agent de la CIA, vit hors réseau dans l'Upstate New York depuis une trentaine d'années. Un jour, il tue un intrus ayant pénétré dans sa maison. Il est alors forcé de fuir et de se cacher. Un directeur adjoint du FBI, Harold Harper, est chargé de retrouver Dan Chase. Ils ont un passé commun difficile lors de l'intervention soviétique en Afghanistan dans les années 1980.

## Distribution

### Acteurs principaux
- Jeff Bridges (VF : Michel Vigné) : Johnny Kohler / Dan Chase
- John Lithgow (VF : Patrick Préjean) : Harold Harper
- E. J. Bonilla (VF : Jim Redler) : Raymond Waters
- Bill Heck (VF : Marc Arnaud) : Dan Chase, jeune
- Leem Lubany (VF : Marie Tirmont) : Abbey Chase, jeune
- Alia Shawkat (VF : Émilie Rault) : Angela Adams / Emily Chase
- Gbenga Akinnagbe (VF : Raphaël Cohen) : Julian Carson
- Amy Brenneman (VF : Véronique Augereau) : Zoe McDonald

### Acteurs récurrents
- Hiam Abbass (VF : Zaïra Benbadis) : Belour Hamzad, née Daadfar / Abbey Chase
- Kenneth Mitchell (VF : Sylvain Agaësse) : Joe
- Joel Grey (VF : Jean-Pierre Leroux) : Morgan Bote
- Pej Vahdat (VF : Thomas Roditi) : Faraz Hamzad, jeune
- Noor Razooky : Kaftar, jeune
- Echo Kellum (VF : Arthur Khong) : Mike
- Jessica Harper (VF : Anne Plumet) : Cheryl Harper
- Rowena King (VF : Géraldine Asselin) : Nina Kruger
- Rade Šerbedžija (VF : Féodor Atkine) : Suleyman Pavlovic

### Invités
- Christopher Redman (VF : Guillaume Lebon) : Harold Harper, jeune
- Jessica Parker Kennedy : la femme à l'arrêt de bus
- Faran Tahir : Rahmani
- Navid Negahban (VF : Omar Yami) : Faraz Hamzad

 Source et légende : version française (VF) sur RS Doublage

## Épisodes
La saison 1 est composée de 7 épisodes titrés de I à VII.
La saison 2 est composée de 8 épisodes titrés de VIII à XV.

## Production
La série est officialisée en juillet 2019 quand un pilote est commandé par FX avec Jeff Bridges dans le rôle principal.
Le pilote est réalisé par Jon Watts, réalisateur des films Spider-Man de l'univers cinématographique Marvel.
Le 27 juin 2022 la série est renouvelée pour une deuxième saison.

## Distinctions

### Nominations
- Golden Globes 2023 : 
  - Meilleur acteur dans une série dramatique pour Jeff Bridges
  - Meilleur acteur dans un second rôle dans une série musicale, comique ou dramatique pour John Lithgow